# Dyuni
Dyuni (în bulgară Дюни) este un sat de vacanță și un resort pe malul Mării Negre. Localitatea este în totalitate ocupată de Duni Royal Resort, un resort all-inclusive. Construcția resortului a început în anul 1984 de către Rogner Bau und Turistik ca parte a unui proiect desfășurat de guvernul bulgar. Această localitate se află la 7 Km de Sozopol și la 40 Km de orașul Burgas.

## Duni Royal Resort

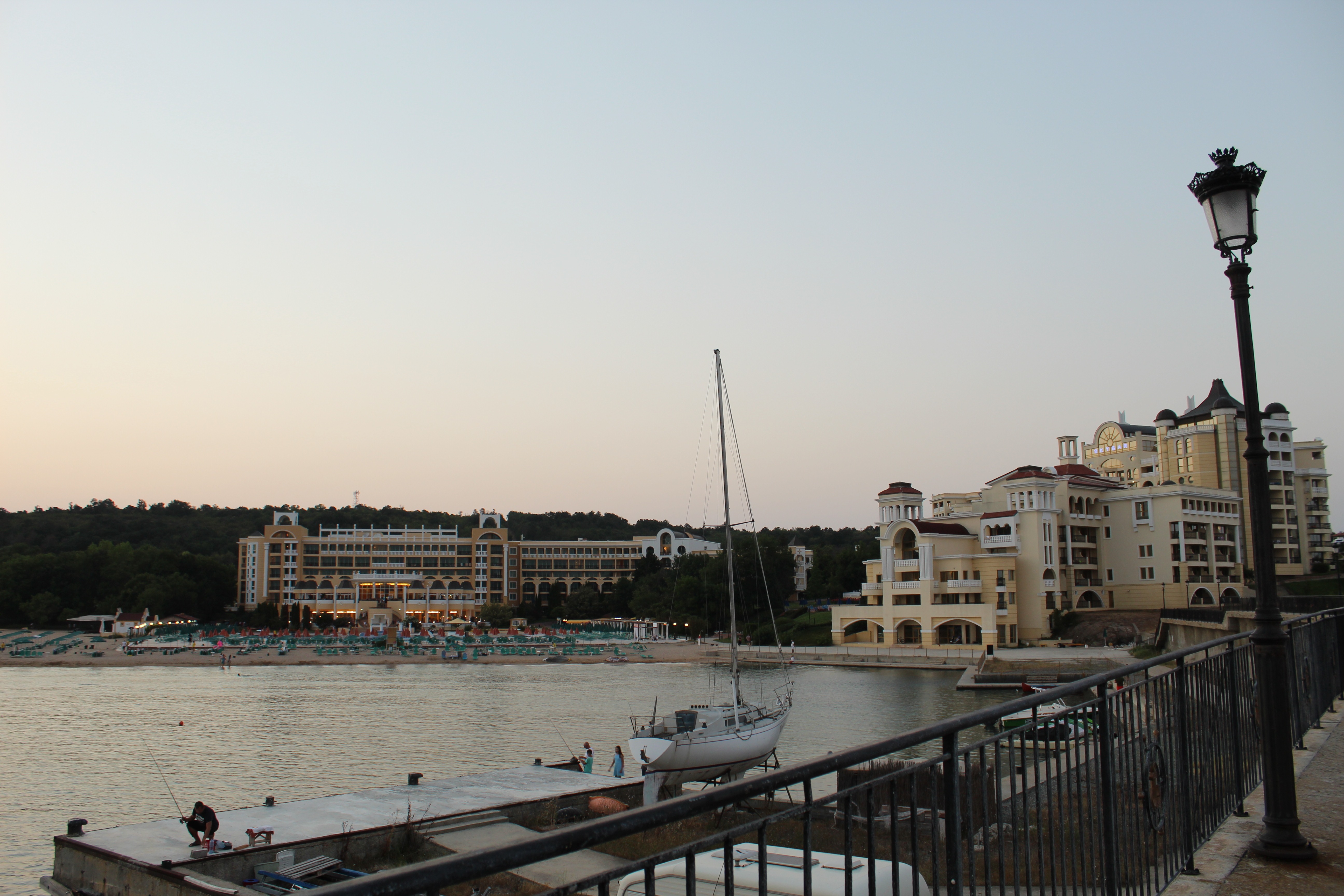
Resortul văzut de pe dig

Duni Royal Resort este alcătuit din 5 hoteluri, acestea fiind
- Holliday Village, un ansamblu de vile cu camere și apartamente individuale așezate lângă waterpark-ul complexului și lângă un restaurant. Acesta a fost construit în anul 1986.
- Hotel Pelikan, un hotel de 4 stele aflat mai departe de plajă. Acesta a fost construit în anul 1989.
- Hotel Bellevile, un hotel de 4 stele, aflat în proximitate de Holliday Village, acesta oferă un restaurant à la carte italian. Acesta a fost construit în anul 2003.
- Marina Royal Palace, un hotel de 5 stele, este construit pe plajă. Acesta a fost construit în anul 2004

- Hotel Marina Beach, un hotel de 4 stele, acesta se află în fața unei piscine, este construit pe plajă. Acesta a fost construit în anul 2007

Plaja are 4-5 km lungime, și 100m lățime, stațiunea, se află pe un golf și deține mai multe terenuri de tenis precum și o sală de forță.
1. ↑  EKATTE, accesat în 10 iulie 2024